# Non c'è due senza quattro
Non c'è due senza quattro è un film del 1984 diretto da E.B. Clucher.
È il quattordicesimo dei 16 film interpretati dalla coppia Bud Spencer-Terence Hill.

## Trama
Il sassofonista galeotto Greg Wonder, in libertà vigilata per aver aggredito e causato gravi lesioni ad un presunto truffatore, e lo stuntman Elliot Vance vengono avvicinati da un'agenzia che si occupa di reclutare sosia di personalità VIP, essendo perfettamente somiglianti ai cugini Antonio e Bastiano João Coimbra de la Coronilla y Azevedo, due miliardari iberico-brasiliani, i quali vogliono essere sostituiti per una settimana perché in pericolo di vita: infatti, alla fine di detto periodo, i due uomini d'affari dovrebbero firmare un importante contratto ma un gruppo di malviventi è deciso ad impedirlo. I cugini Coimbra offrono un milione di dollari a testa per l'operazione, più un altro mezzo in caso riuscissero a scoprire e sgominare chi è dietro a ciò, e i due sosia, dopo l'iniziale riluttanza, accettano appena sentita la cifra offertali.
Wonder e Vance, pur trattandosi bene e godendosi gli agi dei Coimbra, non si impegnano minimamente nel cercarne d'imitare gli stili di vita, destando così parecchio stupore tra la servitù di Villa Coimbra, nessuno immaginando la realtà, data la perfetta somiglianza ai due ricchi cugini. Già durante il primo giorno di lavoro, Elliot e Greg decidono di passare la serata in un malfamato locale del porto di Rio de Janeiro, ma incappano nella gang capitanata da Tango, uno dei peggiori malviventi della città, respingendone l'attentato a suon di pugni e schiaffoni, ma poi, ingenuamente, non si sottraggono alla curiosità dei giornalisti che li fotografano e chiedono di raccontare come si sono svolti i fatti. Successivamente alla movimentata serata, i due continuano ad attirare l'attenzione di Tango e dei suoi tirapiedi, ma le varie aggressioni falliscono puntualmente grazie alle loro astuzia e supremazia nelle risse.
Mentre Elliot e Greg riescono poco a poco a stringere il cerchio intorno ai mandanti degli attentati, l'eco delle loro avventure notturne giunge alle orecchie di Antonio e Bastiano scatenandone l'indignazione, molto contenuta essendo completamente diversi alle personalità dai loro sosia. Preoccupati per la loro reputazione, i due cugini decidono di tornare a Rio per congedare i sosia ed indire una conferenza stampa nella quale spiegare quanto accaduto. Proprio mentre i cugini Coimbra stanno per firmare gli assegni a Elliot e Greg in una fazenda abbandonata di San Josè, un gruppo di mercenari arriva in elicottero deciso a sequestrare i due miliardari per darli in mano al misterioso mandante di tutte le loro sciagure. I sequestratori ignorano però che nel luogo si nascondono quattro persone, anziché due come pensano: sfruttando questo fattore a loro vantaggio, comincia così una scazzottata che vede prevalere, ancora una volta, i sosia.
Il mandante viene attirato con un trucco all'interno della fazenda; mentre pensa di trovare i due ricchi cugini legati a delle sedie, appena varcata la porta viene baciato da Elliot che ne svela l'identità: è Donna Olimpia Chavez, con cui João Coimbra ha una relazione, divenuta più "carnale" quando sostituito da Elliot. La ragazza ha architettato tutto per vendicarsi di Antonio Coimbra, autore, a suo dire, del fallimento del padre. Una volta congedati Elliot e Greg, Bastiano confida al cugino l'intenzione di praticare della boxe, mentre Antonio gli comunica che abbandonerà immediatamente la sua dieta.

## Produzione
Il film è stato girato quasi interamente a Rio de Janeiro.

## Distribuzione
Il film è stato distribuito nei seguenti paesi con diversi titoli:
- Stati Uniti e Inghilterra: Double trouble
- Germania: Vier Fäuste gegen Rio
- Spagna: Dos super dos
- America Latina: Dos Puños contra Rio
- Francia: Attention les dégâts!
- Ungheria: Nincs kettő négy nélkül
- Repubblica Ceca: Dvojníci
- Canada: Not two, but four
- Danimarca: Angreb er det bedste forsvar
- Svezia: Storfräsarna
- Norvegia: 4 never i Rio
- Paesi Bassi: Vier vuisten in 't kwadraat
- Brasile: Eu, você, ele e os outros

## Accoglienza

### Incassi
Il film si è classificato al 61º posto tra i primi 100 film di maggior incasso della stagione cinematografica italiana 1984-1985.

## Curiosità
Il personaggio interpretato da Terence Hill, lo stuntman professionista Elliot Vance, pilota un Eipper Quicksilver
Durante la visita dentro la piantagione di banane, Greg Wonder rivela ad Elliot Vance di essere già stato in Brasile per fare il ricercatore di diamanti nel rio Negro: la storia di Greg Wonder è quasi identica a quella dell'attore che lo interpreta, infatti Carlo Pedersoli ha vissuto davvero nel paese verde oro, non solo a Rio de Janeiro ma anche a Recife, e ha svolto svariate professioni, tra cui il rappresentante dell'azienda chimica DuPont, guadagnandosi la nomea di el quimico (il chimico) anche in virtù degli esami sostenuti alla facoltà universitaria di chimica. Grazie a questa esperienza lavorativa, ha anche imparato a conoscere il Brasile "nota per nota", come dice Greg Wonder, girandolo per intero. 
Greg ed Elliot assistono ad una partita del Vasco da Gama giocata al Maracanà contro il Fluminense (giocata realmente il 24 maggio 1984 come finale di Copa Brasil), insieme ai tifosi del Vasco; stranamente, però, esultano tutti al gol del Fluminense realizzato da Romerito. Curiosamente, una scena simile si trova anche ne L'allenatore nel pallone, girata nello stesso anno sempre al Maracanà, ma con il Flamengo in campo.